# والي اولبرايت
والي اولبرايت (بالإنجليزية: Wally Albright)‏ هو شخصية أعمال ورياضي وممثل أمريكي، ولد في 3 سبتمبر 1925 في بربانك في الولايات المتحدة، وتوفي في 7 أغسطس 1999 في ساكرامنتو في الولايات المتحدة.

## أعمال

### أفلام
- (1931) إيست لين
- (1937) قباطنة شجعان

## وصلات خارجية
- والي اولبرايت على موقع IMDb (الإنجليزية)
- والي اولبرايت على موقع أول موفي (الإنجليزية)
- والي اولبرايت على موقع قاعدة بيانات الأفلام السويدية (السويدية)
- والي اولبرايت على موقع قاعدة بيانات الفيلم (الإنجليزية)